# Polygoonjournaal

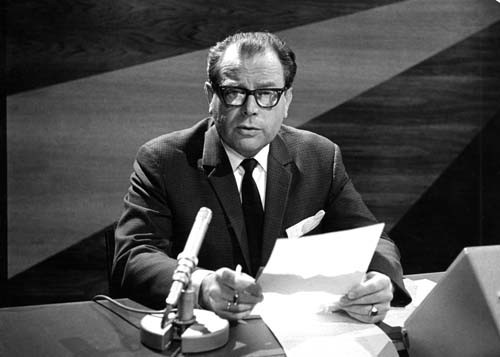
De stem van het Polygoonjournaal, Philip Bloemendal

Het Polygoonjournaal is een verzamelnaam voor twee Nederlandse bioscoopjournaals, te weten Neerlands Nieuws en Polygoon Wereldnieuws, die tot 1987 werden geproduceerd door de firma Polygoon-Profilti. In 2023 werd het Polygoonjournaal toegevoegd aan het Nederlands Memory of the World Register.

## Geschiedenis
In de ontwikkelingen die het Polygoonjournaal, vanaf de eerste aflevering van "Hollandsch Nieuws", heeft doorgemaakt tijdens zijn 63-jarige bestaan zijn drie perioden duidelijk van elkaar te onderscheiden; de periode van de oprichting en de eerste ontwikkelingen van bioscoopjournaals tijdens het interbellum, de zwarte periode van Tweede Wereldoorlog en de laatste periode van groei en bloei tijdens en na de wederopbouw. Door de komst van de televisie in Nederland in de jaren vijftig en zestig, de videotheken eind jaren zeventig en draagbare videocamera's en camcorders in de jaren tachtig van de twintigste eeuw, nam het belang van filmjournaals voor de nieuwsvoorziening af. Deze ontwikkelingen leidden tot de opheffing van het Polygoonjournaal in 1987.

### 1919-1940
Filmfabriek Polygoon begon in januari 1924 met de eerste wekelijkse filmjournaals onder de titel 'Hollandsch Nieuws'. Die waren aanvankelijk tweewekelijks en vanaf begin jaren 1930 wekelijks in de bioscoop te zien.
In mei 1931 deed geluid in Nederlandse films zijn intrede, wat het geheel een extra dimensie gaf. "Waar zij niet zijn, is niets te doen" luidde het motto van Polygoon, met betrekking tot hun cameramannen. Het muzikale logo van het Polygoonjournaal was een variatie op de bekende wijs van Mijn Nederland.
De nadruk lag steeds op de objectiviteit en betrouwbaarheid van het nieuws; anderzijds moest Polygoon als commercieel bedrijf – ook toen werd er al gestreden over contracten en vertoningsrechten – ervoor waken zijn bioscooppubliek van zich te vervreemden. Daarom ging de voorkeur uit naar onderwerpen die aantrekkelijke beelden opleverden en niet al te moeilijk waren. Zo dreigde in 1935 een kabinetscrisis, die in het journaal terechtkwam middels een toespraak van premier Colijn die de kijker opriep maar rustig af te wachten: 'Laat uw vakantie niet in de war sturen door nieuwe zenuwachtigheid'. Ook de Duitse inval in Nederland in 1940 leverde luchtige beelden op, bijvoorbeeld van een meisje dat een presentje gaf aan een Duitse soldaat.

### 1940-'45

#### Propaganda
Ook tijdens de bezetting in de Tweede Wereldoorlog werden er Polygoonjournaals samengesteld. Veelal bevatten deze propaganda voor de Duitsers en nazi-organisaties zoals de "Opbouwdienst", de "Nederlandsche Arbeidsdienst", de "Nederlandsche Volksdienst", de "Nederlandsche Landstand" en de "Nationale Jeugdstorm".
Het Nederlandse bioscooppubliek wordt bijvoorbeeld uitgebreid geïnformeerd over de aanstelling van Arthur Seyss-Inquart als Reichskommissar in Den Haag en zijn bezoek aan het Scholtenhuis op de Grote Markt in Groningen. Het Nederlandse volk wordt door secretaris-generaal Frederiks opgeroepen gul te geven aan de collectanten van "Winterhulp Nederland". Bioscoopbezoekers krijgen een verslag gepresenteerd over een verbroederingsbijeenkomst tussen de NSDAP en de NSB in Utrecht in 1941, onder de bezielende leiding van Generalkommissar Schmidt en kameraad Mussert. De bijeenkomst wordt afgesloten met het gezamenlijk nuttigen van een "een-pans maaltijd". In 1941 doet de Nederlandse luitenant-generaal Hendrik Seyffardt een dringend beroep op Nederlandse jongemannen om zich aan te sluiten bij het "Vrijwilligers Legioen Nederland" om tegen het oprukkende bolsjewisme te strijden. SS-voorman Henk Feldmeijer houdt toespraken voor de vertrekkende oostfrontsoldaten en Van Geelkerken spreekt op een grote bijeenkomst ter gelegenheid van de verjaardag van de "Führer" in een grote zaal van de dierentuin in Den Haag.
Bij de meeste filmbeelden klinkt op de achtergrond stevige marsmuziek, maar er zijn ook filmbeelden, zoals bij inzamelingsacties van kleding voor oostfrontsoldaten, waarbij de toon gezet wordt door vrolijke, lieflijke kamermuziek. Na de oorlog kreeg Polygoon kritiek te verduren vanwege het in de pas hebben gelopen met de bezetter.

#### Reacties van het publiek
De meeste bioscoopbezoekers ergerden zich aan de propaganda in de Polygoonjournaals. Vanaf het eerste bezettingsjaar klonk regelmatig hoongelach, gesis of boegeroep uit de zaal als Mussert, Seyss-Inquart of een andere prominente nazi of NSB'er met "goed nieuws" of een "belangrijke mededeling" op het witte doek verscheen. Toen het Polygoonjournaal in februari 1943 uitgebreid aandacht besteedde aan de plechtigheid rond de begrafenis van de vermoorde NSB-gemachtigde Seyffardt, bereikte het gejoel en hoongelach in de bioscoopzalen een hoogtepunt. De bezetter pikte zulk gedrag niet langer. Vanaf dat moment moesten de lichten in de zaal tijdens het voorprogramma blijven branden zodat NSB'ers erop konden toezien dat het bioscooppubliek zich netjes gedroeg en zich eerbiedwaardig toonde tegenover de slachtoffers van aanslagen. Bovendien mocht niemand tijdens het voorprogramma de zaal verlaten.
Vanaf begin 1943 durfde de redactie van het Polygoonjournaal niet meer over stakingen, sabotage en aanslagen te berichten, zoals na de april-meistakingen in het voorjaar van 1943. Tijdens een bezoek van Seyss-Inquart aan de Stork machinefabriek in Hengelo, waar een paar weken eerder gestaakt was, wordt door de nieuwslezer alleen over "de gebeurtenissen der afgelopen weken" gesproken. Seyss-Inquart meldt in zijn toespraak tot het personeel alleen dat met de "joods-bolsjewistische ophitsers" is afgerekend. In het voorjaar van 1943 wist de nazi-top, evenals de redactie van Polygoonjournaal, dat de nazificering van Nederland mislukt was.

### 1945-1987
Na de Tweede Wereldoorlog begonnen de gloriejaren van het Polygoonjournaal in de bioscoop. Tijdens de bevrijding maakt het Polygoonjournaal een draai van hondertachtig graden. Kort daarna worden in de journaals opnamen getoond van grote groepen vermeende NSB'ers en collaborateurs die door de BS en OD gevangengenomen zijn. Daarnaast krijgen bioscoopbezoekers onder meer beelden te zien van de zegetocht van Montgomery door Amsterdam en een verslag van de aankomst van prinses Juliana en de prinsesjes in Nederland.
Na de nucleaire aanvallen op Nagasaki en Hiroshima volgde de overgave van Japan op 2 september 1945. Op 16 september 1945 liet het Rode Kruis filmopnames maken van vrouwen in Jappenkamp Tjideng in Batavia, Nederlands-Indië. De opnames, die in de eerste week van december 1945 in Nederlandse bioscopen vertoond werden, waren de eerste naoorlogse filmbeelden uit Nederlands-Indië.
Er waren 400 bioscopen die wekelijks het Neêrlands Nieuws en het Wereldnieuws toonden. Vanaf 1946 was redacteur Philip Bloemendal (1918-1999) als commentator bij het Polygoonjournaal betrokken en hij zou dat 40 jaar lang blijven. Zijn stemgeluid was dermate met het fenomeen verbonden, dat zijn commentaarstem – zelfs nog jaren na zijn dood – werd geïmiteerd om beelden in de tijdgeest te plaatsen.
Bij de introductie van televisie in Nederland in de jaren vijftig bleken de Polygoonjournaals een welkome bron voor documentairemakers. Er was een Polygoonarchief ontstaan met beelden die voor allerlei producties konden worden gebruikt, een zogenoemd stock shot-archief. Via uitwisselingscontracten met buitenlandse bioscoopjournaals kon bovendien een gunstig beeld van Nederland worden verspreid. Veel elementen van de verzuilde samenleving en andere oneffenheden bleven buiten de uitzendingen. Ook werden, met uitzondering van toespraken, natuurlijke geluiden meestal in de studio nagebootst.
In 1958 verhuisde het bedrijf van Haarlem naar Cinecentrum in Hilversum.
Het publieke belang van Polygoon was gevestigd. Toen in 1963 vanwege teruglopende inkomsten en het uitblijven van overheidssteun het Polygoonjournaal gestaakt dreigde te worden, ontstond er grote verontwaardiging in de filmwereld en onder de publieke opinie. Uiteindelijk had dit succes en ging de overheid overstag: door middel van subsidies werd het journaal tot 1984 in stand gehouden.
Tot 1987 bleef het Polygoonjournaal bestaan. Toen stopte het doordat het bioscoopjournaal definitief was 'ingehaald' door de dagelijkse televisiejournaals.

## Archieven
Het programma heeft honderdduizenden meters film achtergelaten, waarvan de vooroorlogse periode alleen al 191 kilometer beslaat. Het journaal bracht opvallend beeldmateriaal, zoals het bezoek van The Beatles aan Amsterdam en de sluiting van de Afsluitdijk, het bombardement op Rotterdam. Ook het Nederlandse koningshuis werd met regelmaat gefilmd.
Het archief werd in 1984 voor vier miljoen gulden overgenomen door de Nederlandse Omroep Stichting, later het NOB. Het wordt nu beheerd door het Nederlands Instituut voor Beeld en Geluid in Hilversum.
In het kader van het Open Beelden-project, voegt het instituut met enige regelmaat Polygoonjournaals toe aan Wikimedia Commons.

## Voorbeelden van Polygoonjournaals
- Reportage over de Amsterdamse metro
- Over de eerste bewoners van de nieuwe stad Almere.
- Beelden van een grotendeels drooggevallen deel van de Zuiderzee (Wieringermeer) en enkele (graaf)werkzaamheden.
- Toespraak van de heer D. van Staveren ter gelegenheid van de 1000ste aflevering van het Polygoon Hollands Nieuws.
- Diverse begin- en eindleaders van het Polygoon Hollands Nieuws en Polygoon Wereldnieuws.
- Polygoonjournaal over de eerste bewoners van de Bijlmermeer.
- Tentoonstelling "Amsterdam-Diamantstad" in de Apollohal te Amsterdam.
- Rijksmonumenten van munttoren tot het kantoor van de Onze Lieve Vrouwekerk te Amersfoort
- 7e wielerronde van Edam 1943
- Polygoonjournaal over de kerkbrand van de Grote Kerk in Hilversum in 1971
- Polygoon-journaal over het planetarium van Eise Eisinga in Franeker in 1944
- Polygoon-journaal over een herdenking van Eise Eisinga in 1928
- Restauratie van het stadhuis in Gouda 1949